# Pandemis cinnamomeana
Pandemis cinnamomeana ist ein paläarktisch verbreiteter Schmetterling aus der Familie der Wickler (Tortricidae). Das Artepitheton leitet sich vom lateinischen cinnamomum und altgriechischen κιννάμωμον (kinnámōmon) für Zimt ab.

## Merkmale

### Imago
Die Falter erreichen eine Flügelspannweite von 17 bis 22 Millimeter bei den Männchen und 20 bis 24 Millimeter bei den Weibchen. Die Falter haben eine variable Grundfärbung der Vorderflügel, teilweise sind die Männchen stark verdunkelt und fast einfarbig. Bei den Weibchen sind Palpen und Stirn weiß. Die Vorderflügel sind an der Basis rostbraun, ebenso wie ein vom Vorderrand (Costa) zum Analwinkel verlaufendes Band und ein Costalfleck nahe der Spitze. Über dieser Zeichnung bilden helle Schuppen und die dunkeln Adern eine Netzstruktur. Die Hinterflügel sind einfarbig grau-braun mit hellem Fransenrand.

### Präimaginalstadien
Die Raupe ist hellgrün und auf dem Rücken etwas dunkler. Das Rückengefäß scheint dunkel durch. Der Kopf ist grünlich gelb, das Nackenschild ist ebenso gefärbt und schwarz punktiert. Die glänzend braune Puppe ist 9 bis 12 Millimeter lang und wird im Habitat der Raupe in Blätter gesponnen.

## Ähnliche Arten
- Pandemis heparana (Denis & Schiffermüller, 1775)
- Pandemis cerasana (Hübner, 1759) Die Art hat schmälere Flügel und einen helleren und kleineren Costalfleck.[1]

## Lebensweise
Tagsüber verstecken sich die Falter im Laub großer Bäume. Wenn sie gestört werden stürzen sie sich in einem Zick-Zack-flug zum Boden.
Die Raupen leben polyphag hauptsächlich an verschiedenen Laubhölzern. Als Nahrungspflanzen sind bekannt: Ahorne (Acer), Birken (Betula),, Rotbuche, Eichen (Quercus), Linden (Tilia), Birnen (Pyrus), Äpfel (Malus), Mehlbeeren (Sorbus), Prunus, Geißklee (Cytisus), Kreuzdorn (Rhamnus), Heidelbeere (Vaccinium), Weißtanne (Abies alba) und Tee (Camellia).
Die Raupen spinnen sich zwischen Blättern oder Nadeln ein. Zum Lebensraum gehören Wälder, Waldränder, Lichtungen, Park- und Obstanlagen.

### Schadwirkung
Die wirtschaftliche Bedeutung durch Fraßschäden ist gering. Der Fraß am Blattwerk in Wäldern und Zierpflanzen einschließlich der Blüten ist bekannt, ebenso gibt es Berichte über den Befall von Teeplantagen.

### Flug- und Raupenzeiten
Pandemis cinnamomeana bildet eine Generationen im Jahr, die in Mitteleuropa von Mitte Juni bis August, selten bis in den September, fliegt. In Korea fliegen die Falter von Mitte Mai bis Mitte September. In Mitteleuropa überwintert die Raupe und setzt ihre Entwicklung von Mai bis Juni des kommenden Jahres fort und verpuppt sich im Juni und Juli.

### Verbreitung
Pandemis cinnamomeana ist paläarktisch in Europa, aber nicht in Südeuropa, Russland, China, Korea und Japan verbreitet und in ganz Mitteleuropa häufig.

## Spezialisierte Feinde
An Pandemis cinnamomeana sind verschiedene Arten von Schlupfwespen (Ichneumonidae) und Brackwespen (Braconidae) als Parasitoide nachgewiesen:
- Ichneumonidae
  - Glypta evanescens
  - Glypta bipunctoria

- Braconidae
  - Ascogaster rufidens
  - Macrocentrus thoracicus

## Belege